# Kulturni spomenik Slovenije
Kulturni spomenik je objekt, lahko pa tudi območje, ki ima izjemno kulturno vrednost bodisi na državnem ali na lokalnem nivoju. Taki objekti morajo biti najprej ovrednoteni kot kulturna dediščina in vpisani v Register nepremične kulturne dediščine. Razglasi pa se jih z akti o razglasitvi, ki jih sprejme pristojni organ države (vlada) oziroma lokalne skupnosti. Ti akti se objavijo v Uradnem listu RS ali glasilu lokalne skupnosti (za lokalne spomenike).
Kulturni spomeniki predstavljajo vrhunske dosežke ustvarjalnosti oziroma ključne ali redko ohranjene dokumente nekega razvojnega obdobja in jih kot take varuje strog varstveni režim, ki se nanaša na lastnosti, zaradi katerih je enota dediščine razglašena ali predlagana za razglasitev za kulturni spomenik in varuje spomenik kot celoto. Razglasitev ne vpliva na lastništvo. 

## Kulturni spomenik državnega pomena Slovenije
Kulturni spomeniki državnega pomena so najpomembnejši spomeniki v Sloveniji. Imajo nacionalni pomen. Z aktom o razglasitvi vlade dobijo status spomenikov državnega pomena. Vpisani so v Register nepremične kulturne dediščine in za tem razglašeni z akti o razglasitvi, ki jih sprejme Vlada Republike Slovenije in so objavljeni v Uradnem listu Republike Slovenije. Redki izbrani spomeniki lahko kandidirajo še za Znak evropske dediščine (European Heritage Label) ali za uvrstitev na seznam Unescove kulturne dediščine človeštva.

## Kulturni spomenik lokalnega pomena
Kulturni spomeniki lokalnega pomena so območja ali objekti, ki imajo izjemno kulturno vrednost, predstavljajo vrhunske dosežke ustvarjalnosti oziroma ključne ali redko ohranjene dokumente nekega razvojnega obdobja na lokalnem nivoju. Vpisani so v Register nepremične kulturne dediščine in razglašeni z akti o razglasitvi, ki jih na predlog strokovnjakov, to so konservatorji Zavoda za varstvo kulturne dediščine Slovenije, sprejme pristojni organ lokalne skupnosti in so objavljeni v Uradnem listu RS ali v uradnem glasilu lokalne skupnosti.

## Živa mojstrovina
Živa mojstrovina je nesnovna dediščina, ki je razglašena za kulturni spomenik. Žive mojstrovine razglasi Vlada Republike Slovenije. Razglasitev nesnovne kulturne dediščine ovrednoti pomen nesnovne dediščine in njene nosilce. Strokovni predlog pripravijo strokovnjaki koordinatorja; to je v Sloveniji Slovenski etnografski muzej. Potrjene primere nesnovne kulturne dediščine Ministrstvo za kulturo vpiše v register nesnovne kulturne dediščine. Prav tako se zabeležijo ljudje ali skupine, ki so nosilci nesnovne dediščine. Kasneje lahko izbrane mojstrovine, ob izpolnjevanju strogih mednarodnih kriterijev, kandidirajo za vpis na Unescov seznam nesnovne kulturne dediščine. Slovenija je na seznam svetovne nesnovne dediščine uvrstila Škofjeloški pasijon.